# Johann Georg Büsch
Johann Georg Büsch (Altenmedingen, 3 de janeiro de 1728 – Hamburgo, 5 de agosto de 1800) foi um matemático alemão.

## Biografia
Foi educado em Hamburgo e Göttingen, e em 1756 foi professor de matemática no ginásio em Hamburgo, cargo onde se manteve até sua morte. Além de sugerir diversos melhoramentos teóricos na condução do comércio da cidade, foi responsável pelo estabelecimento de uma associação para a promoção da arte e indústria (em alemão:  Hamburgische Gesellschaft zur Beförderung der Künste und nützlichen Gewerbe), e pela fundação de uma escola de comércio, instituída em 1767, que se tornou sob sua direção em um dos mais notáveis estabelecimentos de sua classe no mundo.

## Obras
Além de uma hostória do comércio (Geschichte der merkwürdigsten Welthändel, Hamburgo, 1781), escreveu proficuamente sobre todos os assuntos relacionados ao comércio e economia política. Seus collected works foram publicados em 16 volumes em Zwickau em 1813-16, e 8 volumes de obras selecionadas, relativas somente ao comércio, em Hamburg, 1824-27.